# ズートヴァルデ
ズートヴァルデ (ドイツ語: Sudwalde, 低地ドイツ語: Suwohle) は、ドイツ連邦共和国ニーダーザクセン州ディープホルツ郡の町村（以下、本項では便宜上「町」と記述する）である。この町はザムトゲマインデ・シュヴァフェルデンに属す。

## 地理
ズートヴァルデは、ヴィルデスハウザー・ゲースト自然公園の南東端に位置する。ブレーメンとミンデンとのほぼ中間にあたる。ハッヘ川の水源があるこの町は、シュヴァフェルデンに行政機関を置くザムトゲマインデ・シュヴァフェルデンに属している。

## 歴史

### 町村合併
1974年3月1日にそれまで独立した町村であったベンゼンとメニングハウゼンがこの町に合併した。

## 住民

### 人口推移
ズートヴァルデの人口は、2000年以降500人前後を推移している。

## 行政

### 議会
ズートヴァルデの議会は11人の議員で構成されている。

### 紋章
ズートヴァルデの紋章は、緑と銀色の配色で構成されている。上部は3枚の緑の葉をつけた緑色のオークの枝が描かれている。これはズートヴァルデ＝クラーゲホルツ木材裁判特権を表している。下部はブルーフハウゼン伯領の紋章である放射状の十字が描かれている。

## 経済と社会資本

### 教育
- ズートヴァルデ幼稚園
- ズートヴァルデ基礎課程学校

## 文化と見所

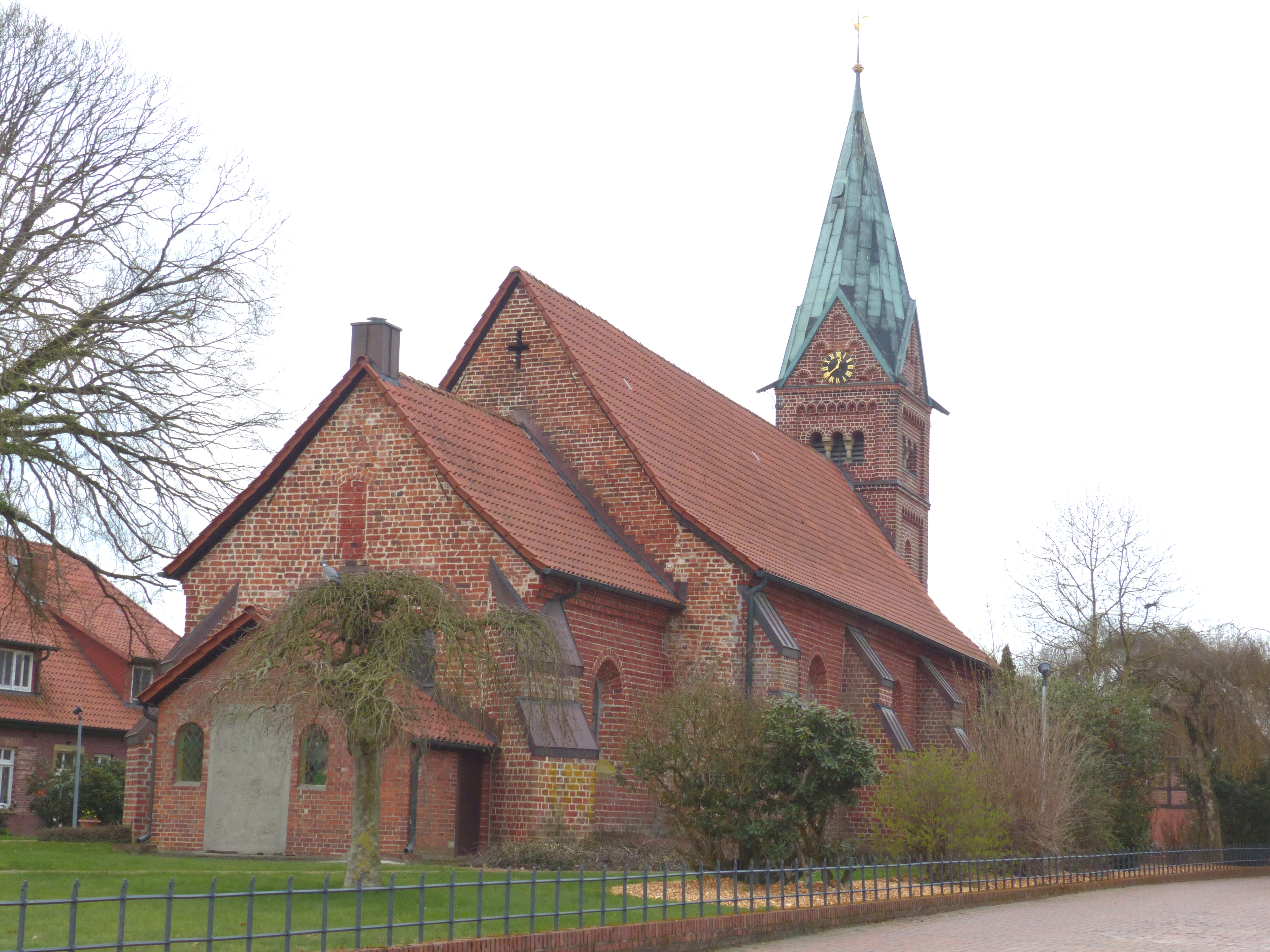
ズートヴァルデの教会

### 建築
ズートヴァルデの建造文化財リストには11件が登録されている。
- ズートヴァルデの福音主義教会。初期ゴシック様式のザールキルヒェ（ドイツ語版、英語版）で、最も古い部分は13世紀に建造された。
- 現在のホイアーリングハウスは1776年に建設された。1905年にデュトゥッベマン家がこの建物を賃貸用に購入した。1968年に歯科医のハンス＝ウルリヒ・ラシュドルフが隣の土地を購入し、主に馬の飼育に利用した。やがて保護文化財に指定されたこの建物は1990年に売りに出され、町がこれを購入した。現在はクラブルームや客室のある公共施設として利用されている[5][6]。

### 自然文化財
ズートヴァルデには、1926年に指定されたニーダーザクセンで3番目に古いパストーレンディーク自然保護区がある。